# Steinia australis
Steinia australis är en lavart som beskrevs av Kantvilas & P. M. McCarthy. Steinia australis ingår i släktet Steinia och familjen Lecideaceae.   Inga underarter finns listade i Catalogue of Life.